# Vendsyssel-Thy

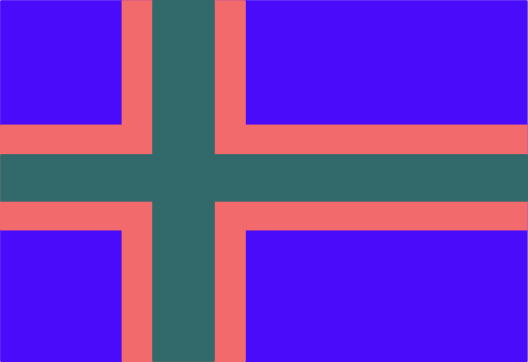
Bandera de Vendsyssel, proposada per l'alcalde de Hjørring però sense reconeixement oficial

Vendsyssel-Thy o Nørrejyske és una illa situada al nord de Dinamarca, al mar del Nord entre els estrets de Kattegat i de Skagerrak, damunt la península de Jutlàndia i separada d'aquesta pel Limfjord. Tot i ser una illa, tradicionalment és percebuda com una part de la península.
El 1825 fou dividida administrativament entre el Comtat de Jutlàndia Septentrional (la part nord) i el comtat de Viborg (la part meridional). La Reforma Municipal Danesa del 2007 va abolir l'organització en comtats i va crear una de nova basada en cinc regions administratives (amb menys competències que els antics comtats) i va situar Vendsyssel-Thy dins la Regió de Nordjylland. Avui dia a Vendsyssel-Thy hi ha els municipis de: Brønderslev, Frederikshavn, Hjørring, Jammerbugt, Thisted i la part nord del d'Aalborg. Les principals ciutats són Hjørring, Frederikshavn, Løkken, Skagen, Brønderslev i Hirtshals.